# 勒蓬德博瓦桑
勒蓬德博瓦桑（法語：Le Pont-de-Beauvoisin，法語發音：[lə pɔ̃ də bovwazɛ̃]）是法国的一个村庄，被吉耶河划分为两个市镇，分别属于萨瓦省和伊泽尔省：
- 勒蓬德博瓦桑 (萨瓦省)
- 勒蓬德博瓦桑 (伊泽尔省)

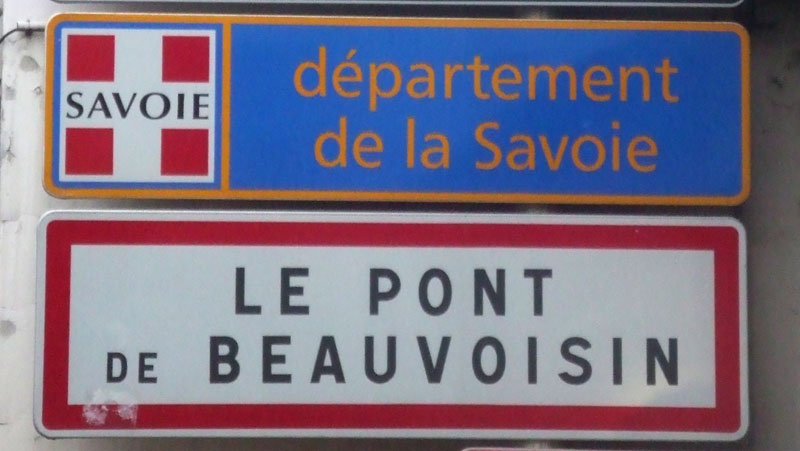
吉耶河桥上的萨瓦省道路标志
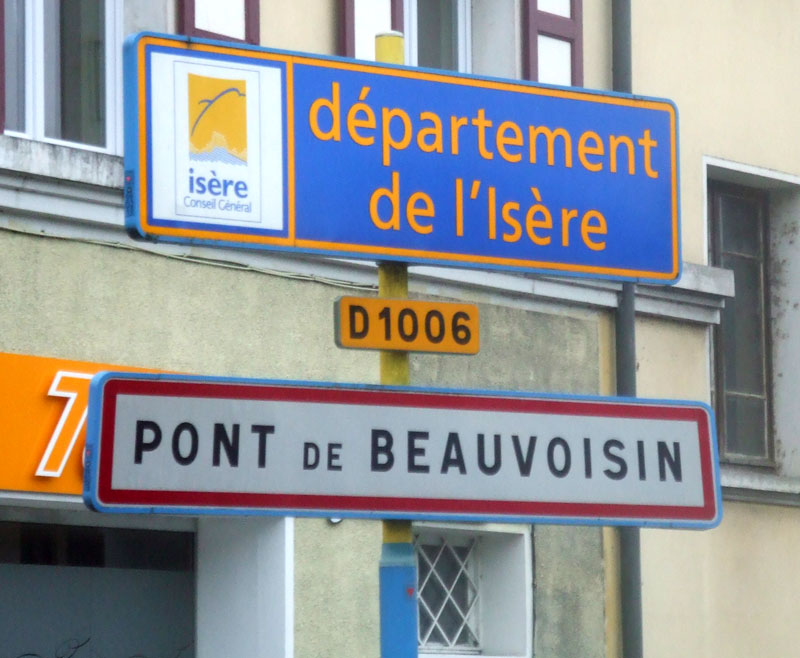
吉耶河桥上的伊泽尔省道路标志
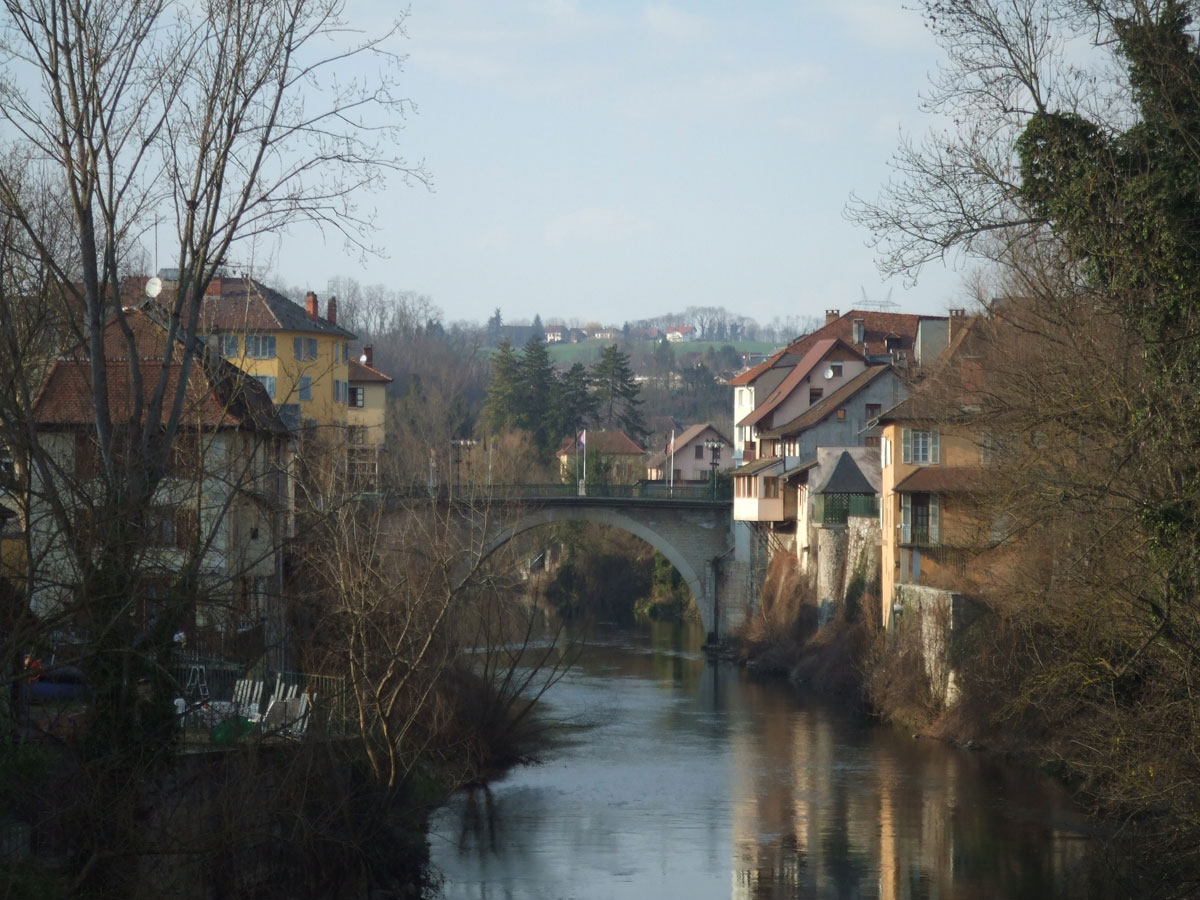
吉耶河分隔了两个市镇
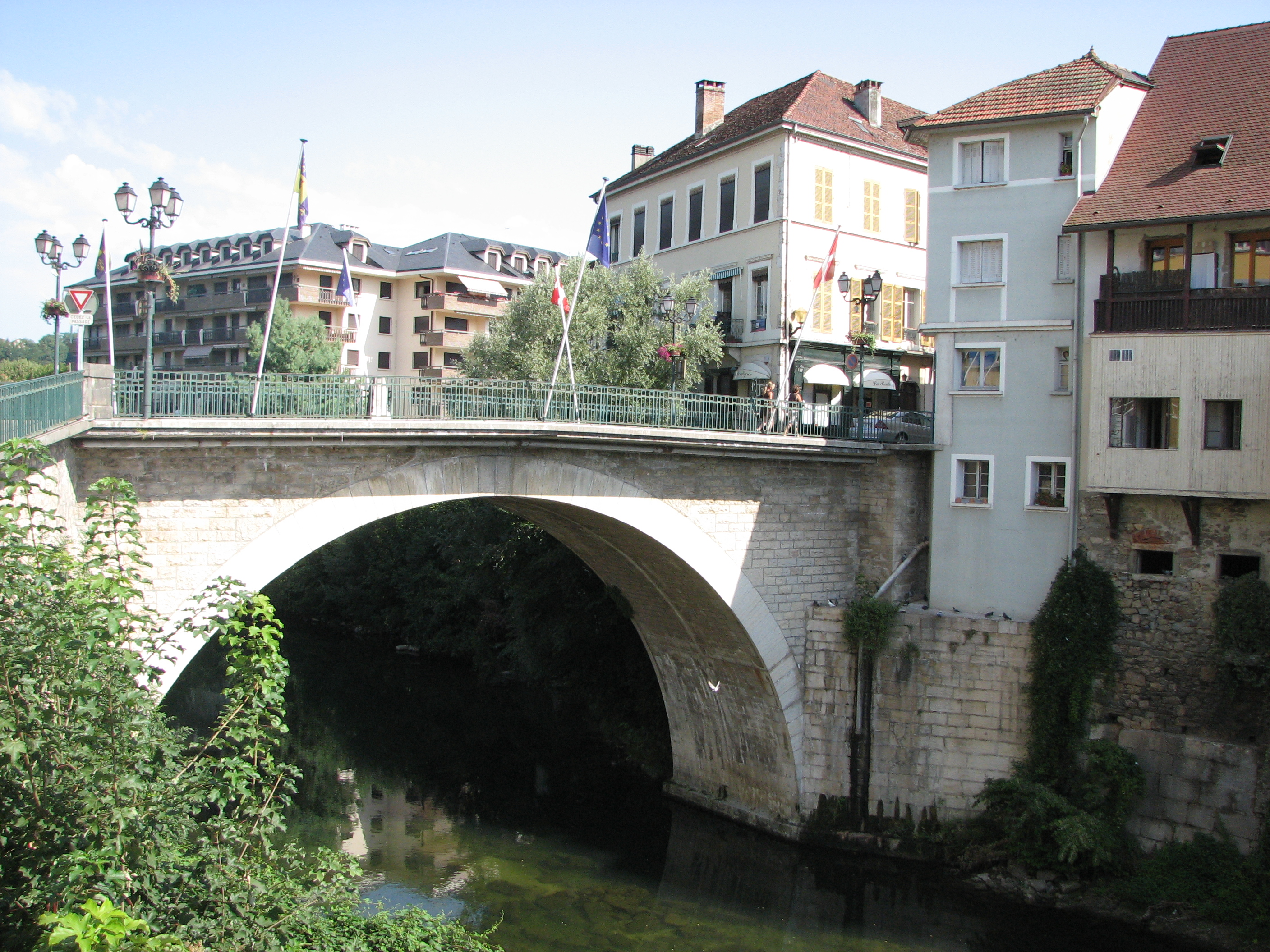
吉耶河桥